# Rudolf Margreiter
Rudolf Margreiter (* 21. April 1876 in Kundl; † 6. November 1956) war ein österreichischer Maler.

## Leben
Der Sohn eines Bahnbediensteten besuchte die Gewerbeschule in Innsbruck, anschließend lernte und arbeitete er für sieben Jahre in der Tiroler Glasmalerei und Mosaik Anstalt. Ab 1903 studierte er an der Akademie der Bildenden Künste München in der Zeichenschule von Martin Feuerstein. Seinen Lebensunterhalt verdiente er sich mit Portraitzeichnen, Zeichenstunden und als Gehilfe von Kirchenmalern.
Ab etwa 1905 schuf Margreiter zahlreiche Werke für Kirchen in ganz Tirol. Neben Malereien waren darunter auch Mosaiken, die oft in Zusammenarbeit mit Josef Pfefferle entstanden. Von 1910 bis 1923 arbeitete er, unterbrochen durch den Ersten Weltkrieg mit Kriegsdienst und russischer Gefangenschaft, an seinem Hauptwerk, der Ausgestaltung der Pfarrkirche Reith bei Seefeld. Er gilt als der letzte Vertreter der Nazarener in Tirol.
1908 heiratete er die Schwester der Frau des befreundeten Malers Emanuel Raffeiner. Das Paar hatte eine Tochter.

## Werke

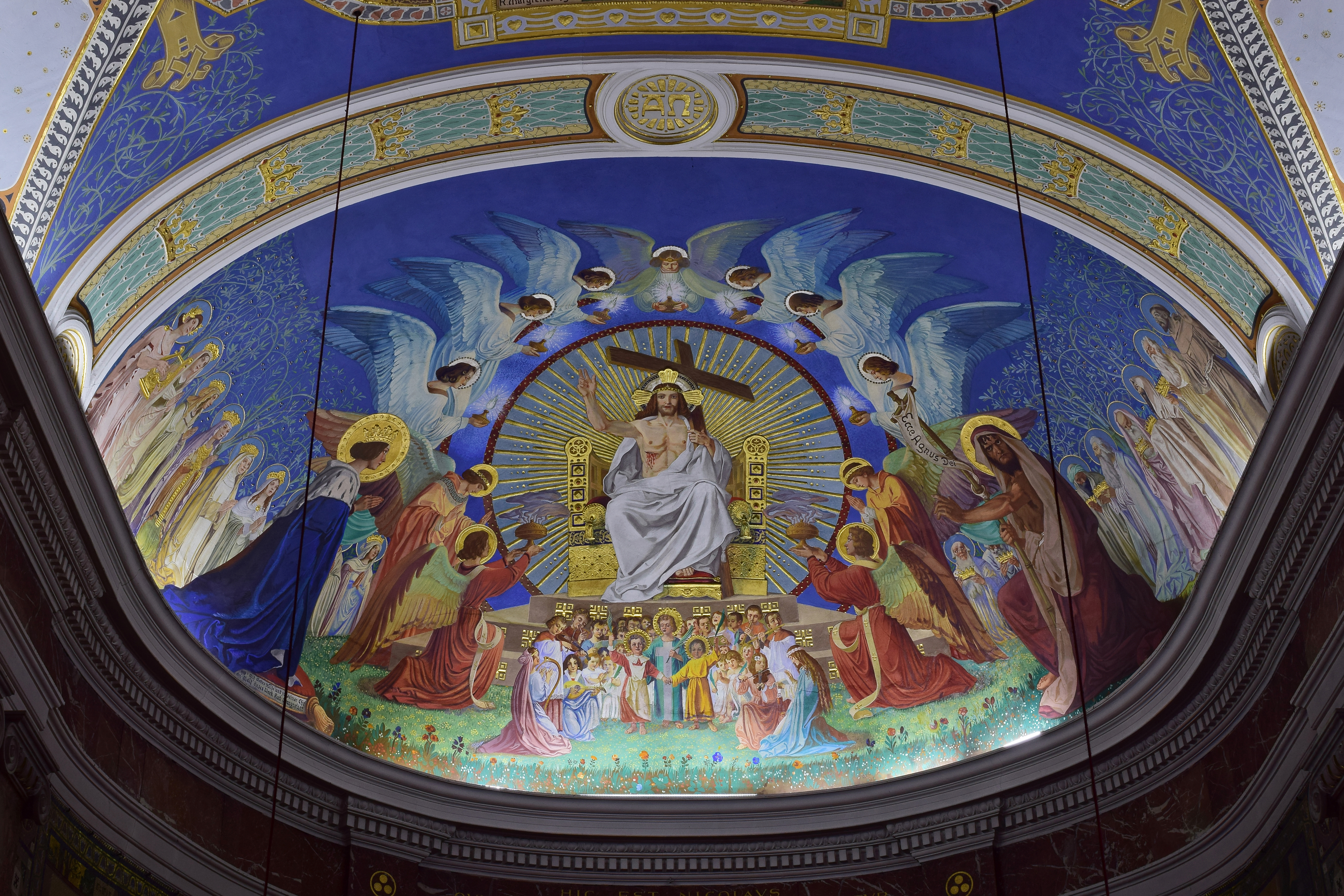
Deckengemälde in der Pfarrkirche Reith bei Seefeld

- 1903: Stuckiertes Foyer mit Wandgemälde und Putten als 4 Jahreszeiten in Innsbruck, Adamgasse 17, Haus nach Entwurf von Architekt Josef Nigler aus 1902
- 1907: Mosaik Gottvater als Weltenrichter über Mutters im Giebel der Pfarrkirche hl. Nikolaus in Mutters, ausgeführt von der Mosaikwerkstätte Josef Pfefferle
- 1907/1908: Deckenfresken in der Pfarrkirche Mils bei Hall Mariä Himmelfahrt und Entwurf vom Mosaik Madonna außen an der Westfront, ausgeführt 1908 von der Mosaikwerkstätte Josef Pfefferle
- 1911: Deckengemälde in der Pfarrkirche hl. Nikolaus in Reith bei Seefeld, 1913 Mosaiken im Chor
- 1914–1917: Kleine Bretterkrippe in der Pfarrkirche zu den heiligen Schutzengeln in Innsbruck-Pradl
- 1930: Deckengemälde im alten Langhaus der Pfarrkirche Obergurgl
- 1944: Linkes Altarbild Erscheinung der Fatima-Madonna in der Alten Pfarrkirche und nun Friedhofskirche hll. Jodok und Lucia in Völs[3]